# Greenwood (Missouri)
Greenwood é uma cidade localizada no estado americano de Missouri, no Condado de Jackson.

## Demografia
Segundo o censo americano de 2000, a sua população era de 3952 habitantes.
Em 2006, foi estimada uma população de 4558, um aumento de 606 (15.3%).

## Geografia
De acordo com o United States Census Bureau tem uma área de
10,5 km², dos quais 10,5 km² cobertos por terra e 0,0 km² cobertos por água.

## Localidades na vizinhança
O diagrama seguinte representa as localidades num raio de 12 km ao redor de Greenwood.